# Laurens Perseus Hickok
Laurens Perseus Hickok (* 29. Dezember 1798 in Danbury, Connecticut; † 10. Juni 1888) war ein US-amerikanischer Philosoph.

## Leben
Hickok studierte am Union College in Schenectady Philosophie und Theologie. Nach erfolgreicher Beendigung seines Studiums wurde er 1822 als Prediger zugelassen und wurde als Nachfolger von Dr. Lyman Beecher nacheinander als Pastor in den Gemeinden Newton, Kent und Litchfield des Staates Connecticut tätig.
1836 berief man Hickok als Prof. für Theologie an das Western Reserve College nach Ohio. Anfang November 1837 hielt Hickok für den ermordeten Abolitionismusgegner Elijah Parish Lovejoy eine bemerkenswerte – da äußerst politische – Grabrede.
Nach acht Jahren wechselte er in selber Funktion an das Theologische Seminar in Auburn und lehrte dort bis 1852 Theologie und Philosophie. 1852 wechselte er als o. Prof. für Philosophie zurück nach Schenectady an das Union College. Noch im selben Jahr wählte man Hickok zum Vizepräsidenten der Hochschule. 1856 wurde er in die American Academy of Arts and Sciences gewählt. Bis 1860 leitete Hickok zusammen mit Dr. Eliphalet Nott das College. Als sich Nott in diesem Jahr zurückzog, wählte man Hickok zum Leiter und mit Wirkung vom 1. März 1866 wählte man ihn zum Präsidenten des Union College. Dieses Amt hatte er bis 1868 inne.
Am 20. Juli 1868 gab Hickok seine offizielle Abschiedsvorlesung und trat von seinen universitären Ämtern zurück. Er ließ sich in Amherst nieder und widmete sich nur noch seinen wissenschaftlichen Arbeiten.

## Werke (Auswahl)
- Creator and creation or the knowledge in the reason of God and his work (1871)
- Empirical psychology or the human mind as given in consciousness (1854)
- Human immortality or man tried, fallen, and redeemed (1872)
- Logic of reason (1874)
- Rational cosmology or the eternal principles and the necessary laws of the universe (1858)
- Rational logic or true logic must strike root in reason (1875)
- Rational psychology or the subjective idea and objective laws of all intelligence (1848)
- A System of moral science (1853)